# Ier
Der Ier (ungarisch Ér; rumänisch Ier oder Eriu) ist ein Fluss in Siebenbürgen in Rumänien und in Ostungarn.
Die Quelle liegt im Kreis Satu Mare (Rumänien). Er fließt dann durch den Kreis Bihor und mündet bei Pocsaj im Komitat Hajdú-Bihar (Ungarn) in den Berettyó.
Die folgenden Städte und Gemeinden liegen am Ier (von der Quelle bis zur Mündung):
- Rumänien: Unimăt, Mihăieni, Eriu-Sâncrai, Sudurău, Ady Endre Căuaș, Hotoan, Sălacea, Tarcea, Adoni, Săcueni, Diosig
- Ungarn: Pocsaj

## Historische Karten

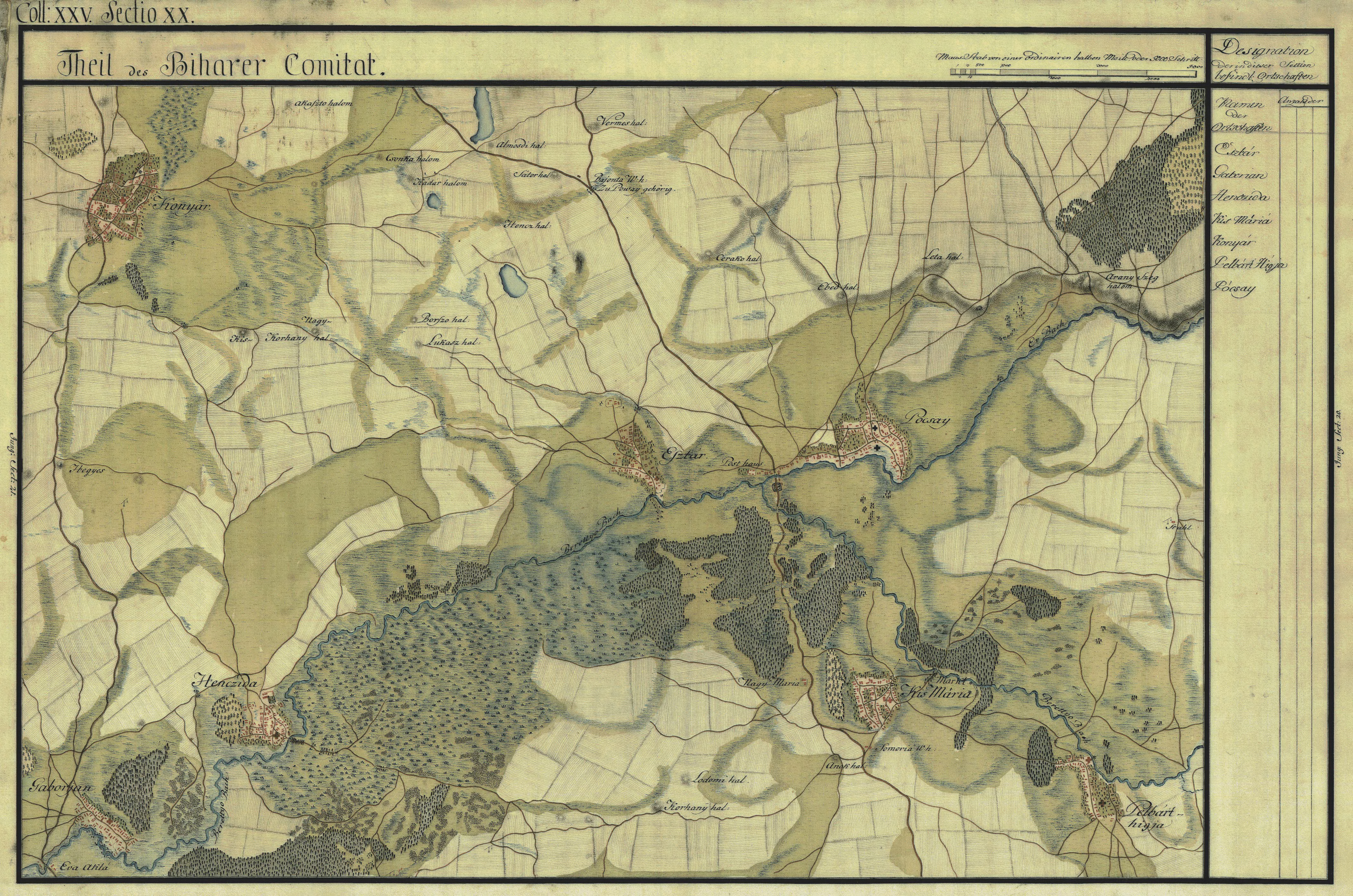
Ér Bach an der Mündung bei Poscay (Mitte) um 1782 (Aufnahmeblatt der Josephinischen Landesaufnahme)
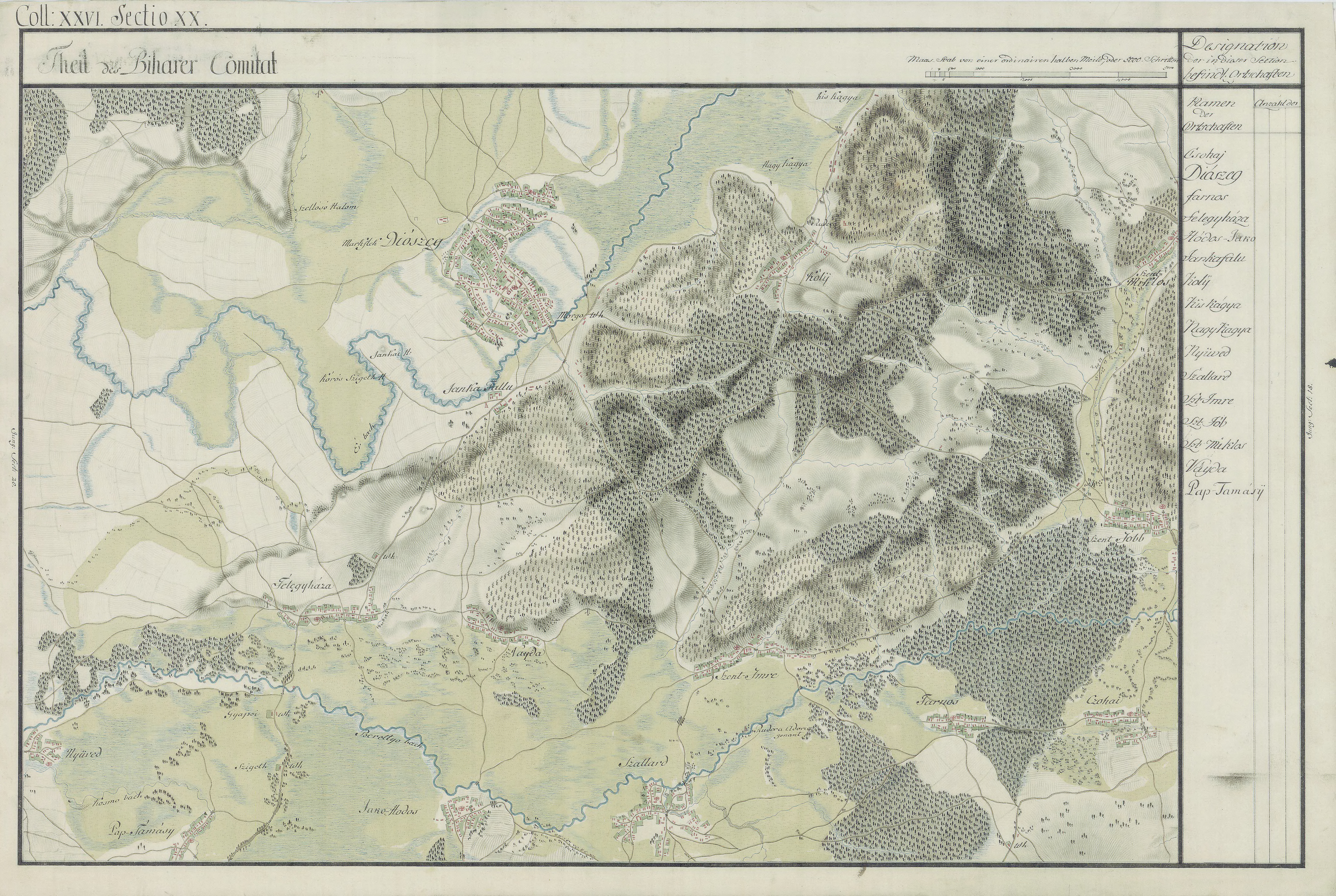
Ér Bach bei Ianca (Janka Falu) und Diosig (Diószeg) zwischen 1782 und 1785
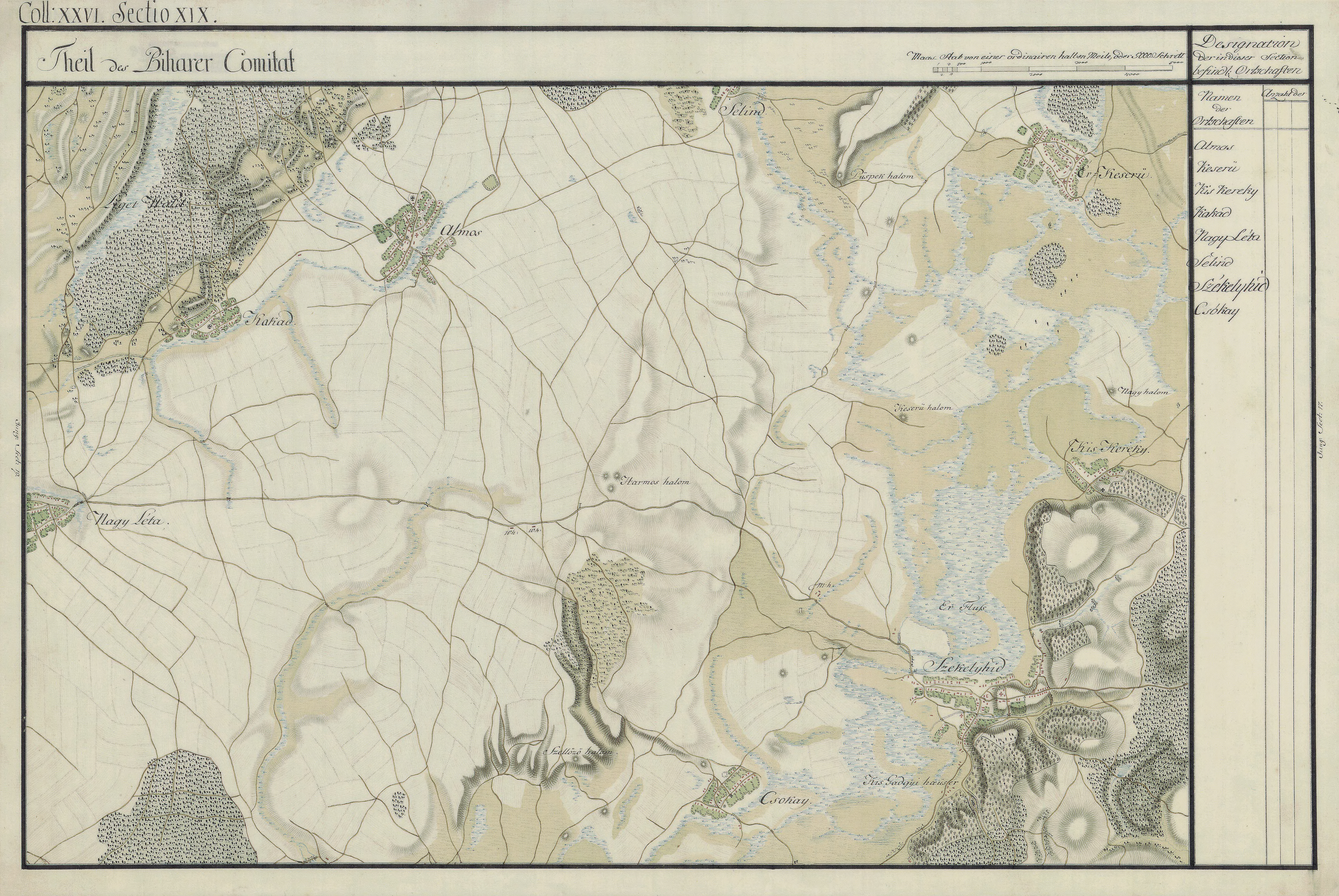
Ér Fluss bei Săcueni (Székelyhíd) zwischen 1782 und 1785
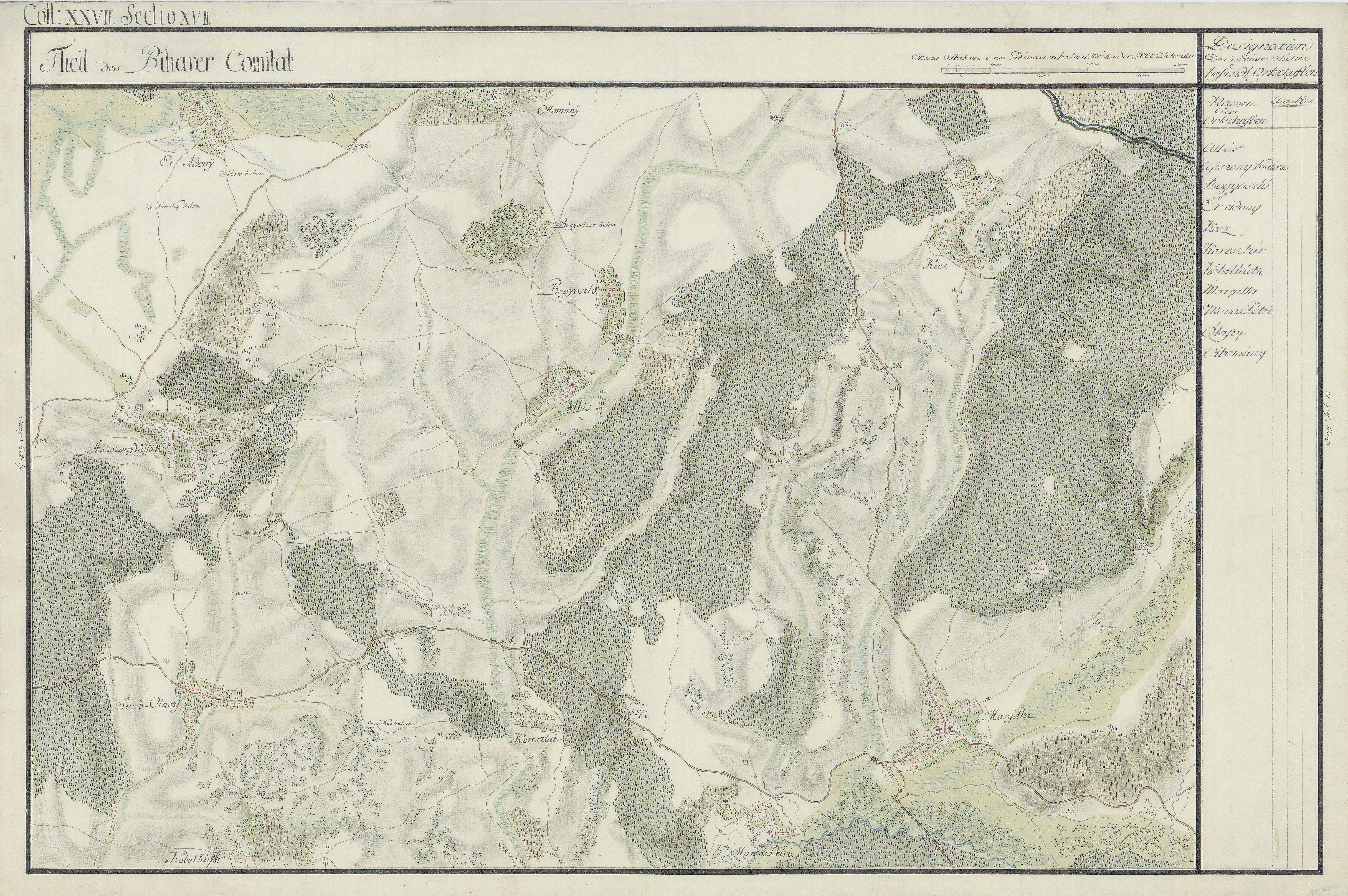
Ér bei Adoni (Ér-Adony, links oben) zwischen 1782 und 1785
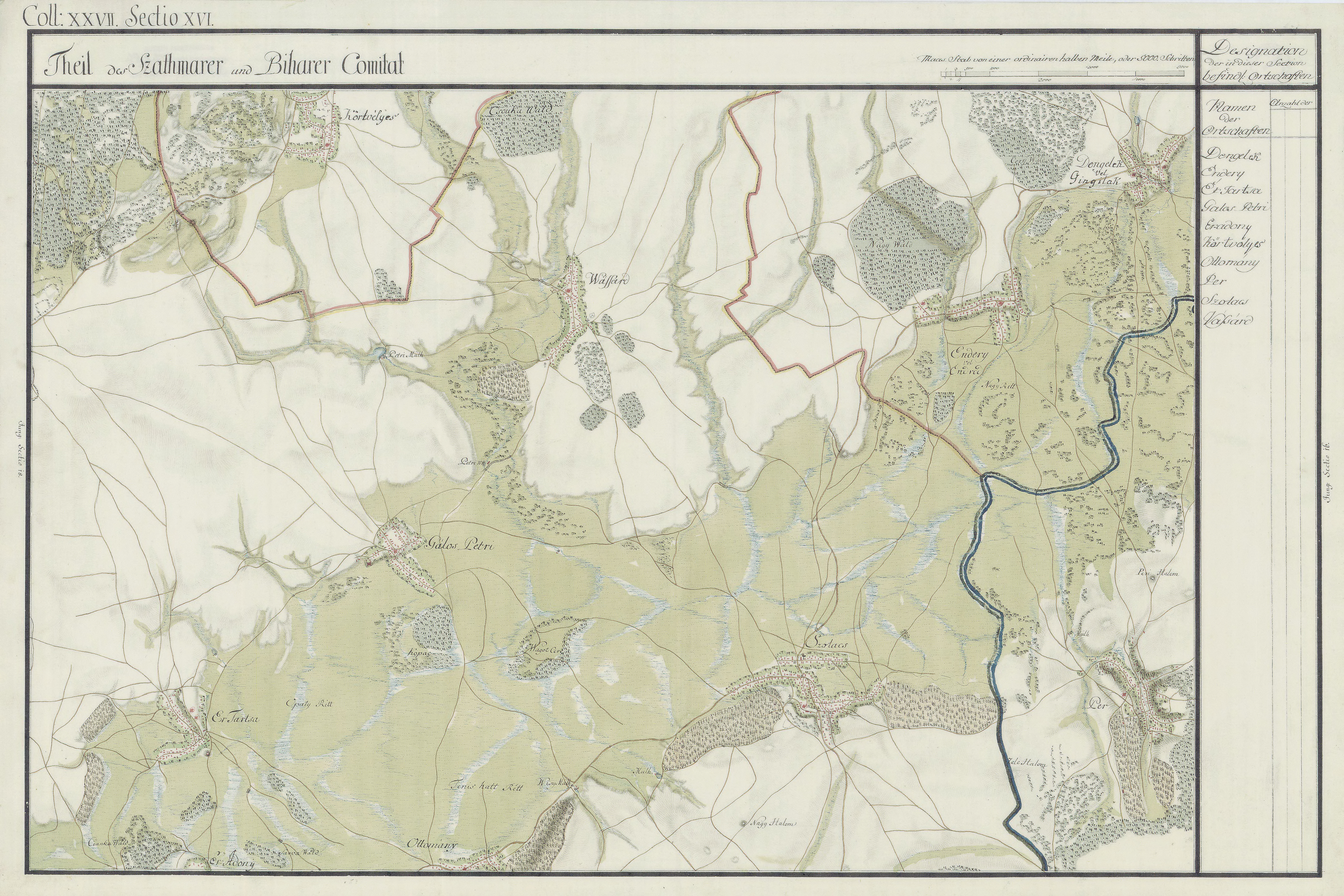
Ér bei Adoni (Ér-Adony, links unten) und Sălacea (Szolacs) zwischen 1782 und 1785
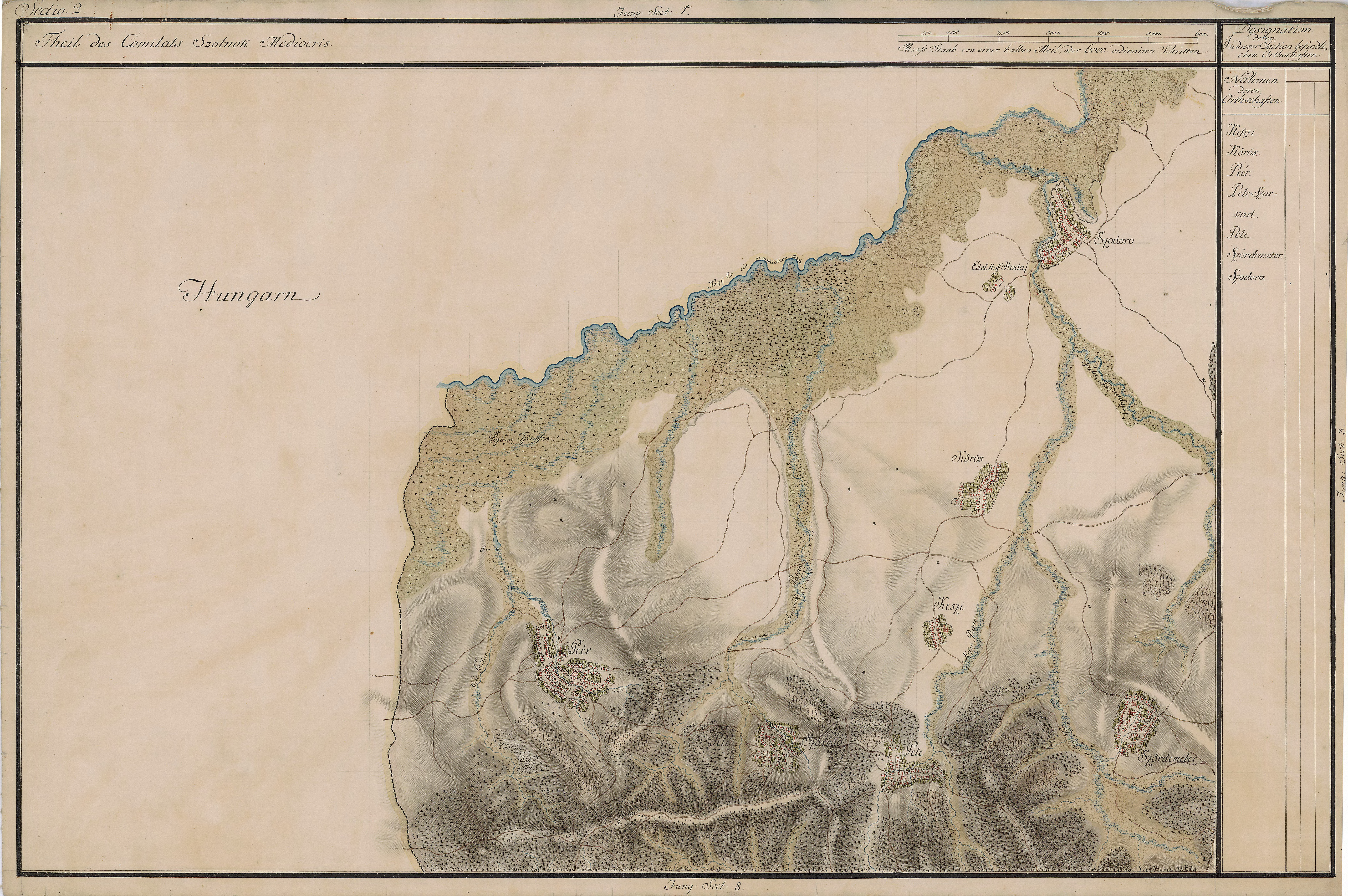
Nagy Ér ein sumphichter Bach (natürliche Grenze zu Hungarn) bei Sudurău (Szodoro) zwischen 1769 und 1773
Nagy Ér ein Sumphichter Bach (natürliche Grenze zu Hungarn) bei Ghirolt (Girolt) zwischen 1769 und 1773
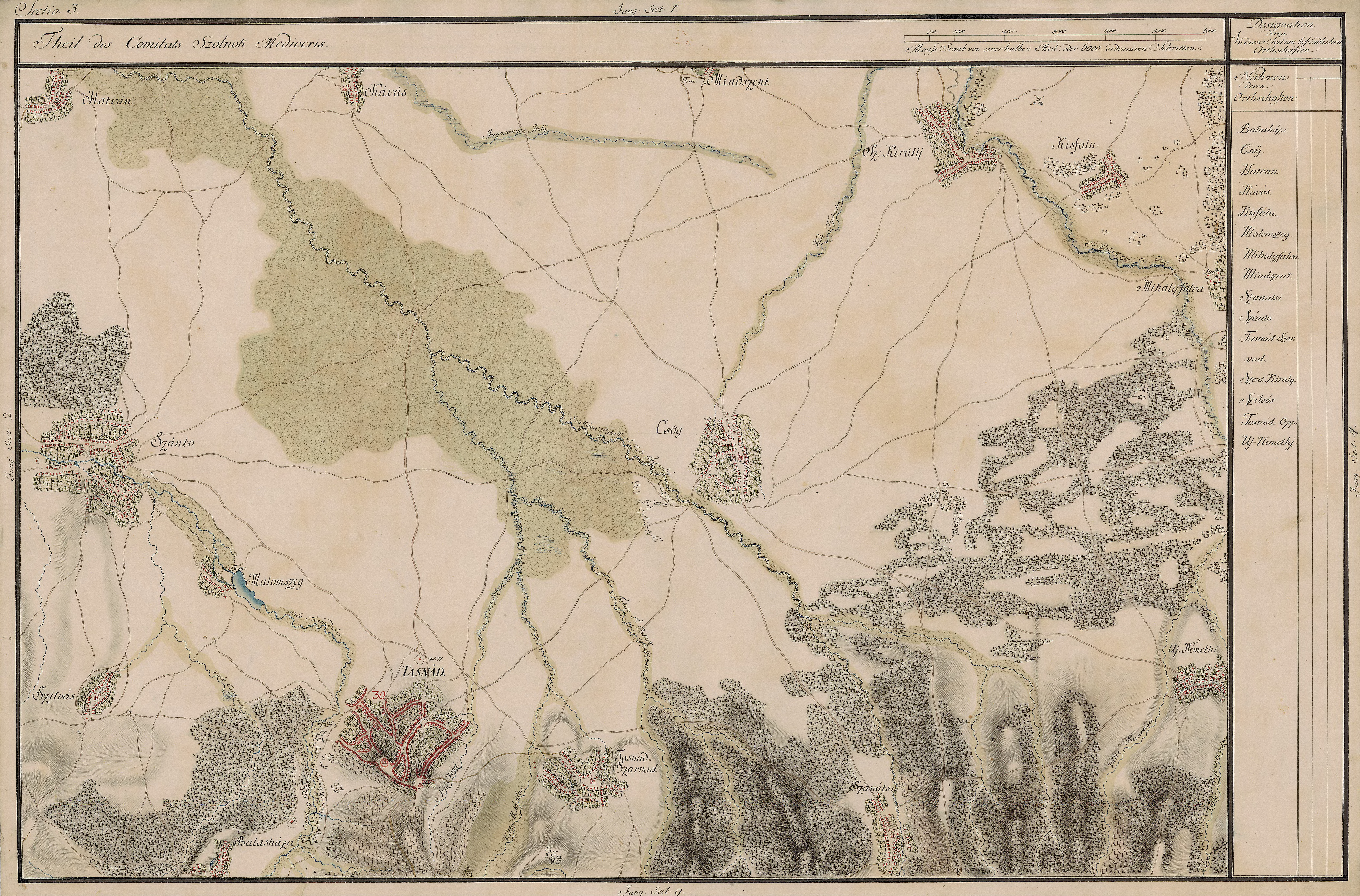
Ér Patak bei Eriu-Sâncrai (Szent Kiraly) und Mihăieni (Mihályfalva) zwischen 1769 und 1773
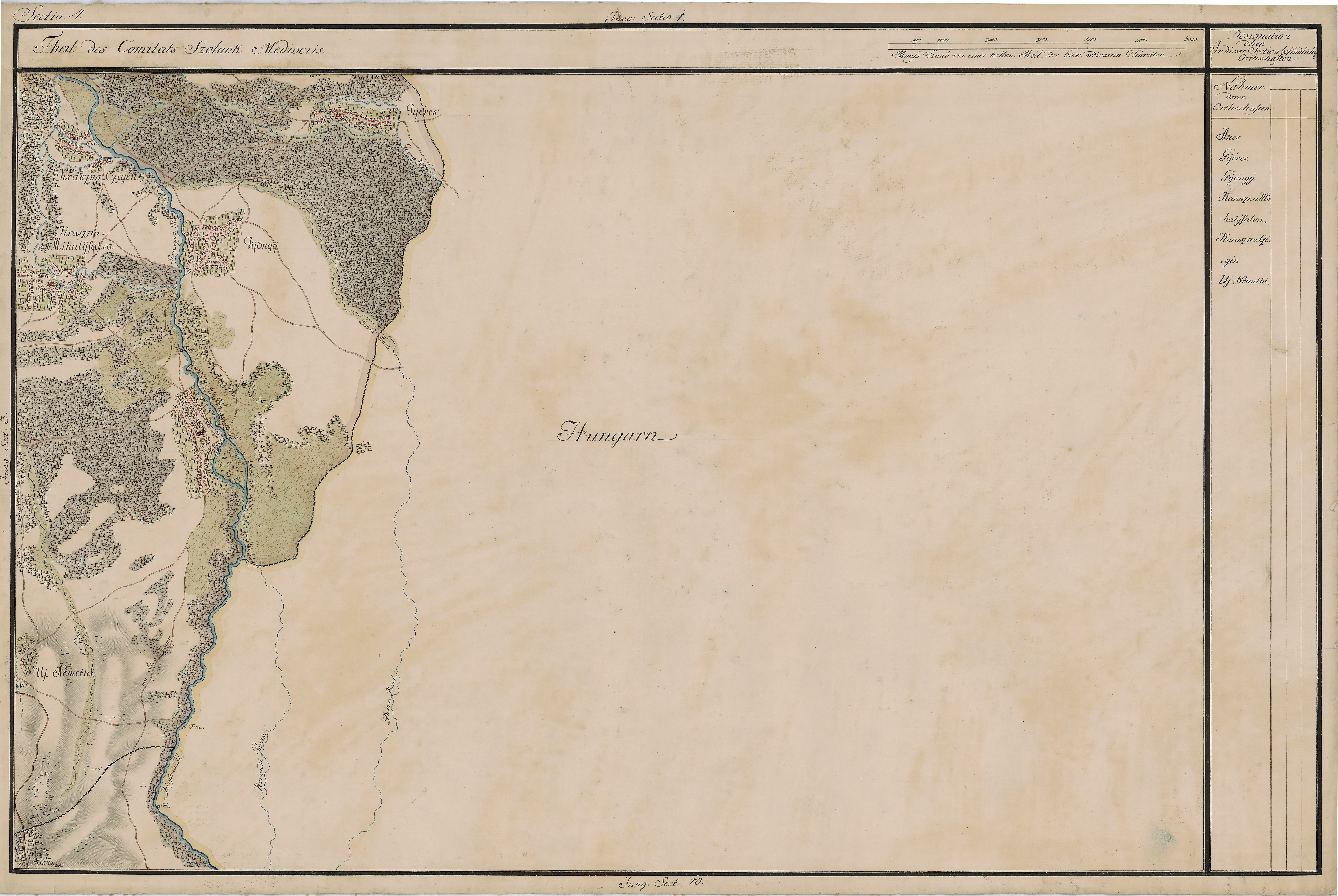
Ér Patak bei Unimăt (Uj Nemethi) zwischen 1769 und 1773
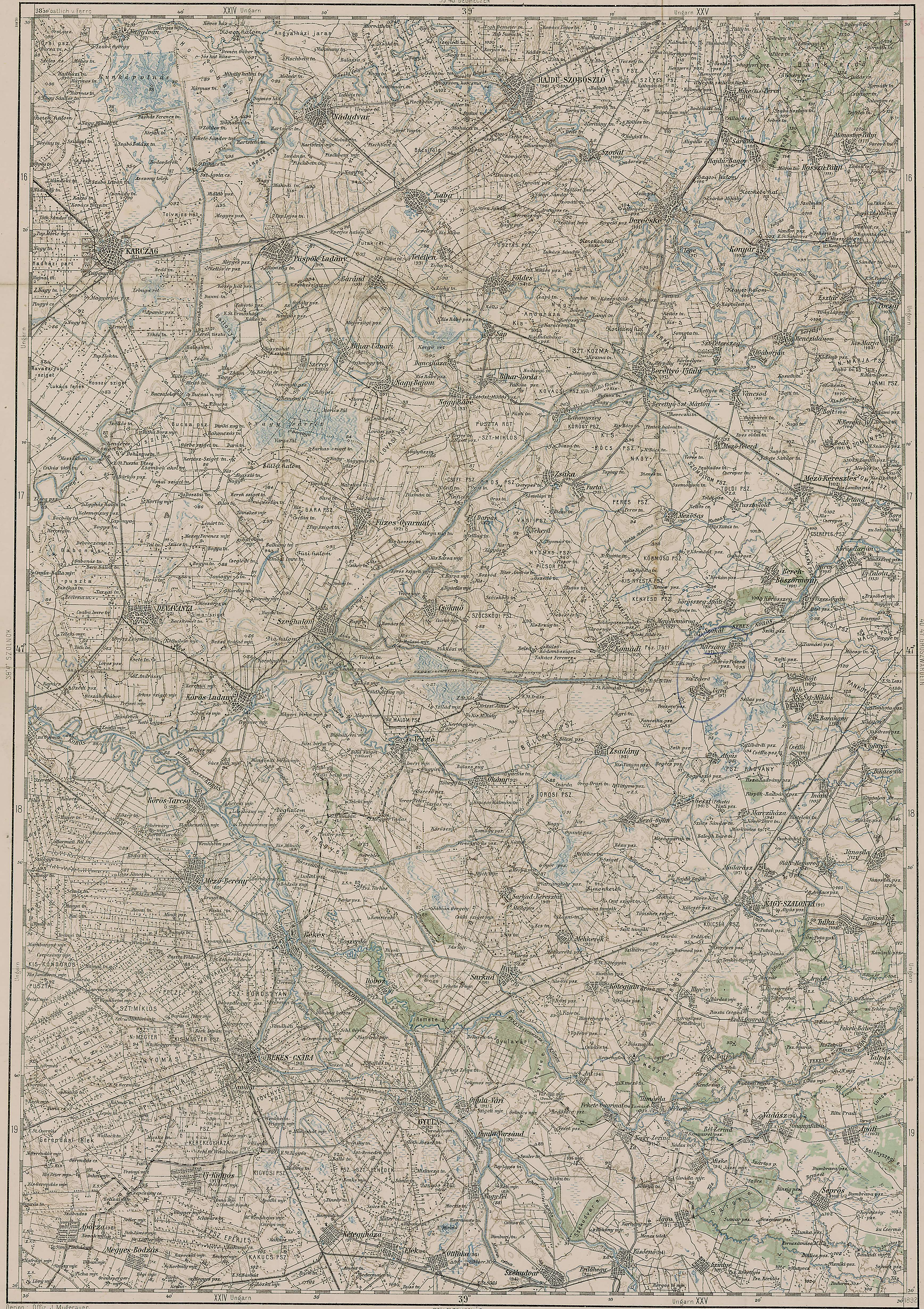
Die Mündung bei Pocsaj (N 47° 17'; O 39° 28') um 1892 (Aufnahmeblatt der Franzisco-Josephinischen Landesaufnahme)
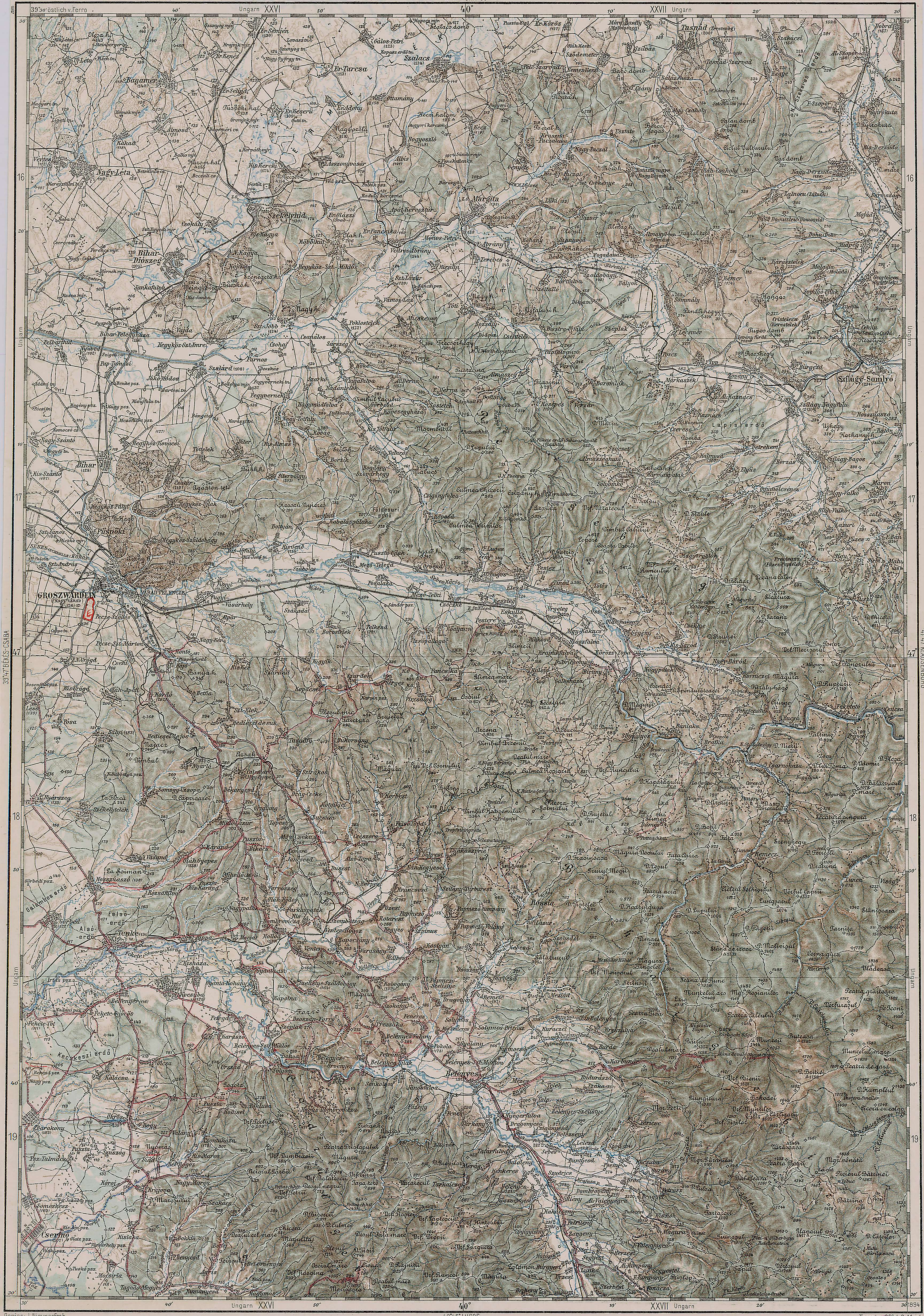
Flussverlauf beginnend bei (N 47° 17'; O 39° 30') und Quelle bei (N 47° 29'; O 40° 25') um 1892
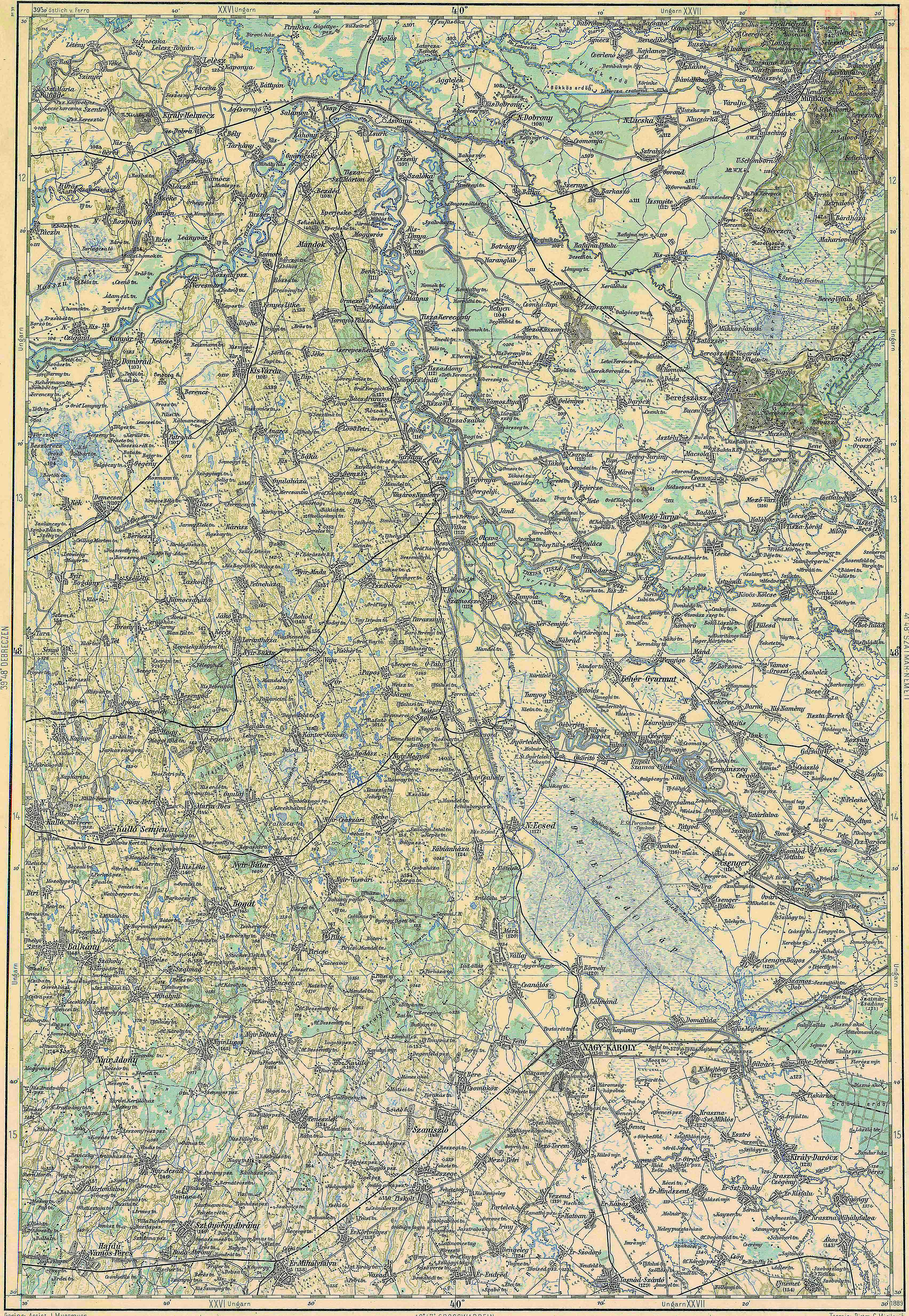
Flussverlauf bei Unimăt (Ujnémet) (N 47° 30'; O 40° 25') um 1892